# Куант, Мэри
Мэ́ри Куа́нт (англ. Mary Quant; 11 февраля 1930, Блэкхит — 12 апреля 2023, Суррей) — британский дизайнер, модельер одежды. Считается одной из создательниц мини-юбок. Важнейший представитель минимализма в моде.

## Биография
Родилась 11 февраля 1930 года в валлийской семье в Лондоне, окончила художественный колледж Голдсмита (англ. Goldsmith’s College of Art).
В ноябре 1955 года вместе с будущим мужем, Александром Планкеттом Грином, и другом, Арчи Макнэйром, открыла в Челси бутик «Базар» (англ. Bazaar), где представила стиль одежды, отвечающий молодёжной уличной моде 1960-х. В это время становится популярной идея феминизма: женственность в классическом понимании выходит из моды (в том числе и так называемые «пышные формы»). Взамен приходит мода на длинные худые ноги, и на фоне этого Мэри Куант укорачивает юбку до предела. Придумывает образы «Лолита» и «Школьница». Представляет коллекцию Wet — дождевики и ботинки на низком каблуке. Непрактичные маленькие сумочки заменяет на рюкзаки с длинными ремнями. Именно с её подачи в моду входят топ, обтягивающие разноцветные брюки, замшевая одежда, туфли на платформах, простые короткие стрижки и яркая косметика.
Кроме того, Мэри Куант приписывают создание хулиганского имиджа The Rolling Stones, ставших как бы антиподом чистеньких и причёсанных The Beatles. Одна из первых начала использовать новые синтетические материалы.
В 1962 году Куант создала коллекцию с мини-юбками, а к 1966 году работала с шестнадцатью различными фирмами. В том же году получила Орден Британской империи.
В 1970—1980-х Куант работала над линиями косметики и товаров для дома.
В 1988 году разработала внутренний дизайн автомобиля «Мини».
В 2002 году стала бабушкой.
Сэйди Фрост сняла документальный фильм о жизни Куант, названный её же именем.
Умерла в своём доме в Суррее 13 апреля 2023 года в возрасте 93 лет.